# Copa de Europa de hockey sobre patines femenino

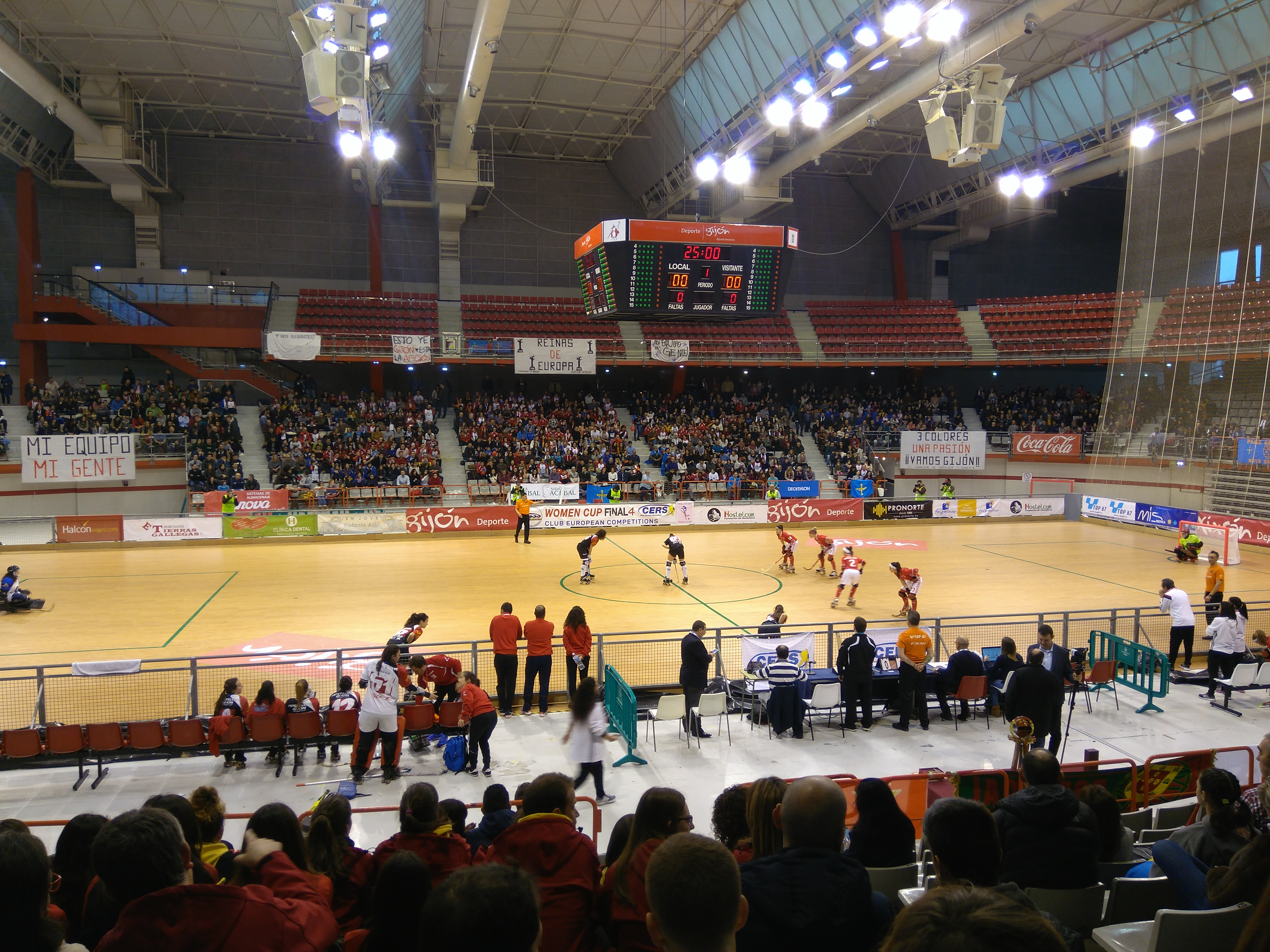
Partido de semifinales entre el Gijón HC y el SL Benfica por la Copa de Europa de Hockey sobre Patines Femenino 2017, disputado en la ciudad de Gijón.

La Copa de Europa de hockey sobre patines femenino es la máxima competición europea de hockey sobre patines femenino. Fue creada en 2007 (temporada 2006-07), y la disputan los mejores clubes de Europa en esta especialidad.
Está organizada por el Comité Europeo de Hockey sobre Patines.

## Historial
| Edición | Año  | Sede final four                             | Campeón                                     | Subcampeón                                  |
| ------- | ---- | ------------------------------------------- | ------------------------------------------- | ------------------------------------------- |
| I       | 2007 | San Hipólito de Voltregá                    | Gijón HC                                    | CE Arenys de Munt                           |
| II      | 2008 | Mealhada                                    | CP Voltregà                                 | Fundação Nortecoope                         |
| III     | 2009 | Coutras                                     | Gijón HC                                    | CP Voltregà                                 |
| IV      | 2010 | Gijón                                       | Gijón HC                                    | CP Alcorcón                                 |
| V       | 2011 | Weil am Rhein                               | CP Voltregà                                 | Gijón HC                                    |
| VI      | 2012 | Sintra                                      | Gijón HC                                    | Girona CH                                   |
| VII     | 2013 | Gerona                                      | CP Voltregà                                 | Girona CH                                   |
| VIII    | 2014 | Coutras                                     | CP Alcorcón                                 | CS Noisy le Grand                           |
| IX      | 2015 | Manlleu                                     | SL Benfica                                  | US Coutras                                  |
| X       | 2016 | Manlleu                                     | CP Voltregà                                 | CP Manlleu                                  |
| XI      | 2017 | Gijón                                       | CP Voltregà                                 | Gijón HC                                    |
| XII     | 2018 | Lisboa                                      | Gijón HC                                    | SL Benfica                                  |
| XIII    | 2019 | Manlleu                                     | CP Voltregà                                 | HC Palau Plegamans                          |
| XIV     | 2020 | Cancelada debido a la pandemia de COVID-19. | Cancelada debido a la pandemia de COVID-19. | Cancelada debido a la pandemia de COVID-19. |
| XV      | 2021 | Palau de Plegamáns                          | HC Palau Plegamans                          | CP Voltregà                                 |
| XVI     | 2022 | Gijón                                       | HC Palau Plegamans                          | Gijón HC                                    |
| XVII    | 2023 | Lisboa                                      | Gijón HC                                    | CP Vila-Sana                                |
| XVIII   | 2024 | La Coruña                                   | CP Fraga                                    | CP Vila-Sana                                |
| XIX     | 2025 | Palau de Plegamáns                          | HC Palau Plegamans                          | Gijón HC                                    |

## Palmarés
| Club                | Títulos | Subtítulos | Años Campeón                       |
| ------------------- | ------- | ---------- | ---------------------------------- |
| Gijón HC            | 6       | 4          | 2007, 2009, 2010, 2012, 2018, 2023 |
| CP Voltregà         | 6       | 2          | 2008, 2011, 2013, 2016, 2017, 2019 |
| HC Palau Plegamans  | 3       | 1          | 2021, 2022, 2025                   |
| CP Alcorcón         | 1       | 1          | 2014                               |
| SL Benfica          | 1       | 1          | 2015                               |
| CP Fraga            | 1       | 0          | 2024                               |
| Girona CH           | 0       | 2          |                                    |
| CP Vila-Sana        | 0       | 2          |                                    |
| CE Arenys de Munt   | 0       | 1          |                                    |
| Fundação Nortecoope | 0       | 1          |                                    |
| CS Noisy le Grand   | 0       | 1          |                                    |
| US Coutras          | 0       | 1          |                                    |
| CP Manlleu          | 0       | 1          |                                    |